# Antoniuskapelle (Oerlinghausen)
Die Antoniuskapelle ist eine römisch-katholische Kapelle in der lippischen Stadt Oerlinghausen in Nordrhein-Westfalen, Steinbruchstraße 12. Sie steht unter Denkmalschutz und ist mit der Nummer 11 als Baudenkmal in die städtische Denkmalliste eingetragen.

## Architektur
Die Kapelle wurde 1922 in Bruchstein-Mauerwerk errichtet und in den folgenden Jahren von dem Künstler-Ehepaar Berthold Müller-Oerlinghausen und Jenny Wiegmann ausgestaltet. Als wichtiges künstlerisches Detail der Kapelle gilt das Tympanon über der Eingangstür: Im Relief wird zur einen Seite der Engel mit dem Buch des Lebens dargestellt, zur anderen der Gerichtsengel mit der Posaune. Darüber im Giebeldreieck erscheint die Figur des Schutzpatrons Antonius.

## Geschichte

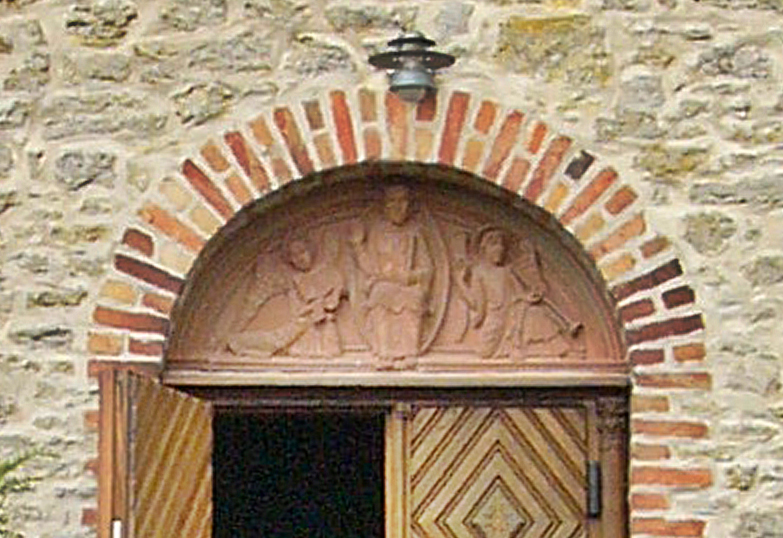
Tympanon über der Eingangstür

Vermutlich schon 783 ließ Kaiser Karl der Große eine Kapelle auf dem nahen Tönsberg errichten, die dem heiligen Antonius dem Einsiedler geweiht wurde. Damit begann die Christianisierung in der Region. Im Mittelalter wurde die Pfarrei Archidiakonatssitz, also Sitz des bischöflichen Gerichts. Nach der Reformation wurde Oerlinghausen evangelisch-reformiert und es gab jahrhundertelang keine katholischen Christen mehr. Erst seit 1921 feierte eine kleine katholische Gemeinde wieder regelmäßige Gottesdienste.
Die Antoniuskapelle entstand unter großen persönlichen Opfern mitten in der Inflationszeit. Maßgeblich beteiligt waren das Ehepaar Josef und Anna Wörner und etwa 15 Familien aus der katholischen Kirchengemeinde. Sie wurde unter das Patrozinium des Heiligen Antonius von Padua gestellt. Zu dieser Zeit betreute der junge Franziskanerpater Kilian Kirchhoff von Paderborn aus die kleine Oerlinghauser Gemeinde, unterstützte die künstlerische Ausgestaltung der Kapelle und war mit den Künstlern freundschaftlich verbunden. Kilian Kirchhoff wurde am 24. April 1944 wegen regimekritischer Äußerungen von den Nazis hingerichtet.
Bis zum Zweiten Weltkrieg wuchs die katholische Gemeinde auf 150 Mitglieder und durch den Zuzug von Evakuierten aus dem Ruhrgebiet und dem Rheinland sogar auf 600 Gläubige. Nach dem Krieg folgten ihnen viele hundert Vertriebene und Flüchtlinge aus dem Osten. Damit wuchs die Gemeinde auf über 1.000 Katholiken, und sonntags war die kleine Antoniuskapelle regelmäßig zweimal überfüllt. Als im Herbst 1952 die Decke der Kapelle einstürzte, wurde der Bau einer neuen Kirche zwingend erforderlich. Im Herbst 1955 fand die Einweihung der neuen Pfarrkirche St. Michael statt.
Die Verantwortlichen entschieden, die Antoniuskapelle in ein Jugendheim umzubauen und ließen eine Zwischendecke einziehen. Die teilweise beschädigten Stuckverzierungen wurden entfernt und die Fresken an den Wänden übermalt. 1963 konnte die Gemeinde ein neues Jugendheim an der Pfarrkirche einweihen, und die Kapelle erhielt ihre ursprüngliche Innenausstattung zurück. Umfangreiche Sanierungsarbeiten innen und außen waren in den Jahren 1975 und 2000 notwendig.